# Trojan-Tauranac Racing

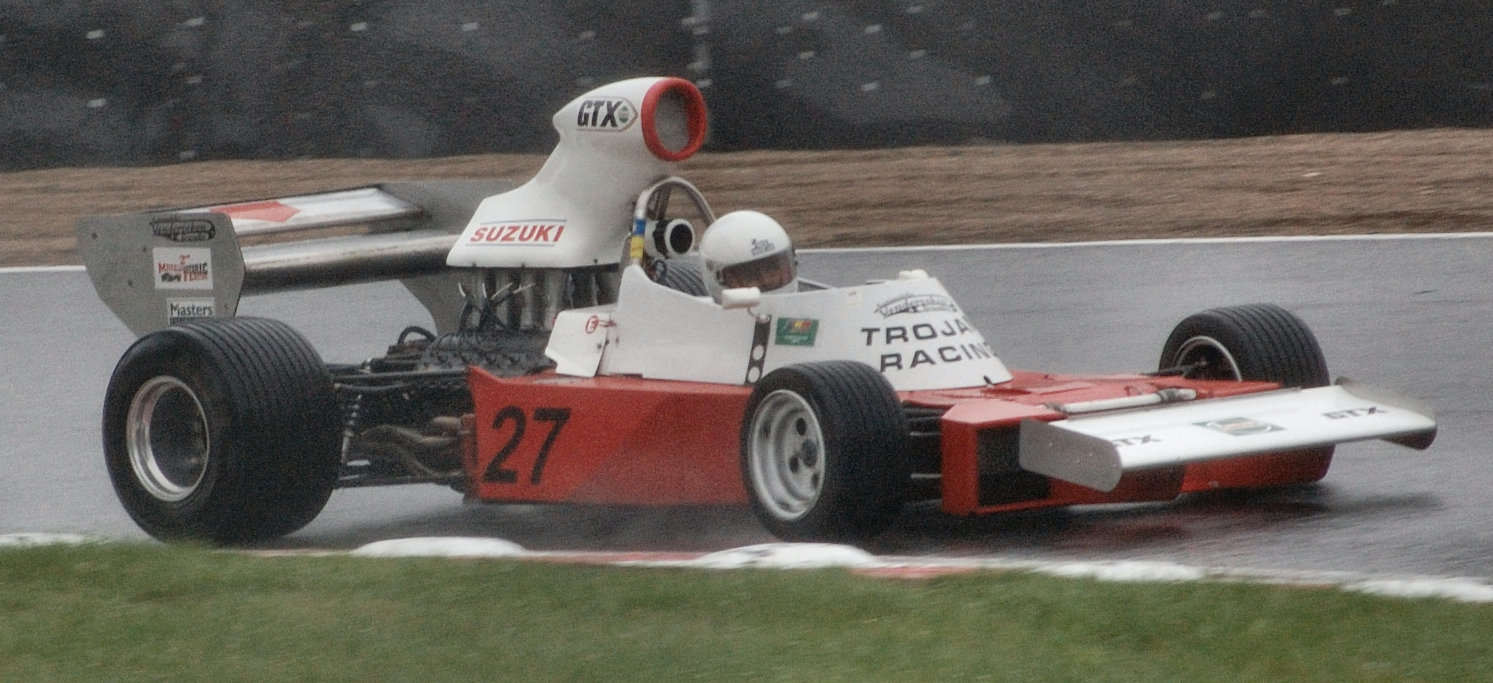
Trojan T103 (Fórmula 1)

Trojan-Tauranac Racing fue un equipo y constructor de automovilismo británico. Compitió en diferentes campeonatos internacionales en los 60 y 70, incluyendo algunas carreras en Fórmula 1.

## Historia
La Trojan Limited era una compañía de automóviles fundada por Leslie Hayward Hounsfield hacia el año 1910 en Clapham, Londres sur. Durante los años 20 y 30 produjo diversos modelos de diseño propio y bajo licencia de la Leyland Motors en sus factorías de Croydon y Kingston upon Thames. Durante la guerra la compañía puso sus fábricas a disposición del ejército y una vez terminada enfocó su producción en furgonetas para la Marley Tiles Ltd, así como ciclomotores, segadoras y otras máquinas de motor.
En 1960 la compañía es comprada por Peter Agg, que dedicó sus fábricas al ensamblaje de Lambretta para el Reino Unido. También bajo licencia Heinkel construyen los mini-coches Trojan 200. En 1961 Agg compra la compañía Elva Cars de automóviles deportivos volcando la producción sobre el Trojan-Elva Courier Mk III y el Elva Courier Mk IV. En 1963 Bruce McLaren fundó la Bruce McLaren Motor Racing Ltd a la que se une en 1964 Teddy Mayer. En noviembre de 1964 Trojan y McLaren firman un acuerdo por el cual Trojan construirá modelos (de serie y competición) para McLaren, aunque esta última podría contratar otros fabricantes para sus equipos de competición.

### Can-Am
Su primera colaboración fue para el campeonato Can-Am de 1966 recién constituido, para el cual Trojan construye las McLaren-Elva M1, que fue utilizado por el equipo McLaren oficial y por muchos privados. En 1967 el McLaren-Elva M6 domina el campeonato con Bruce McLaren campeón y Denny Hulme segundo, ganando 5 de la 6 carreras, 6 vueltas rápidas y 5 poles. Igual de exitoso es el modelo M8 del años siguientes, el M8A de 1968 gana en todas las carreras y con el cual Hulme campeón, McLaren (segundo) y Mark Donohue (tercero) copan los puestos de honor. En 1969 loa M8B de Hulme y McLaren vencen en las 11 carreras, los M8D de 1970 de Hulme y Dan Gurney solo son vencidos en una ocasión por el Porsche de Tony Dean y los M8F de Peter Revson y Hulme hacen lo propio en 1971. En 1972 a pesar de ganar una carrera, el M22 es superado por los nuevos Porsches.

### Fórmulas 2 y Fórmula 5000

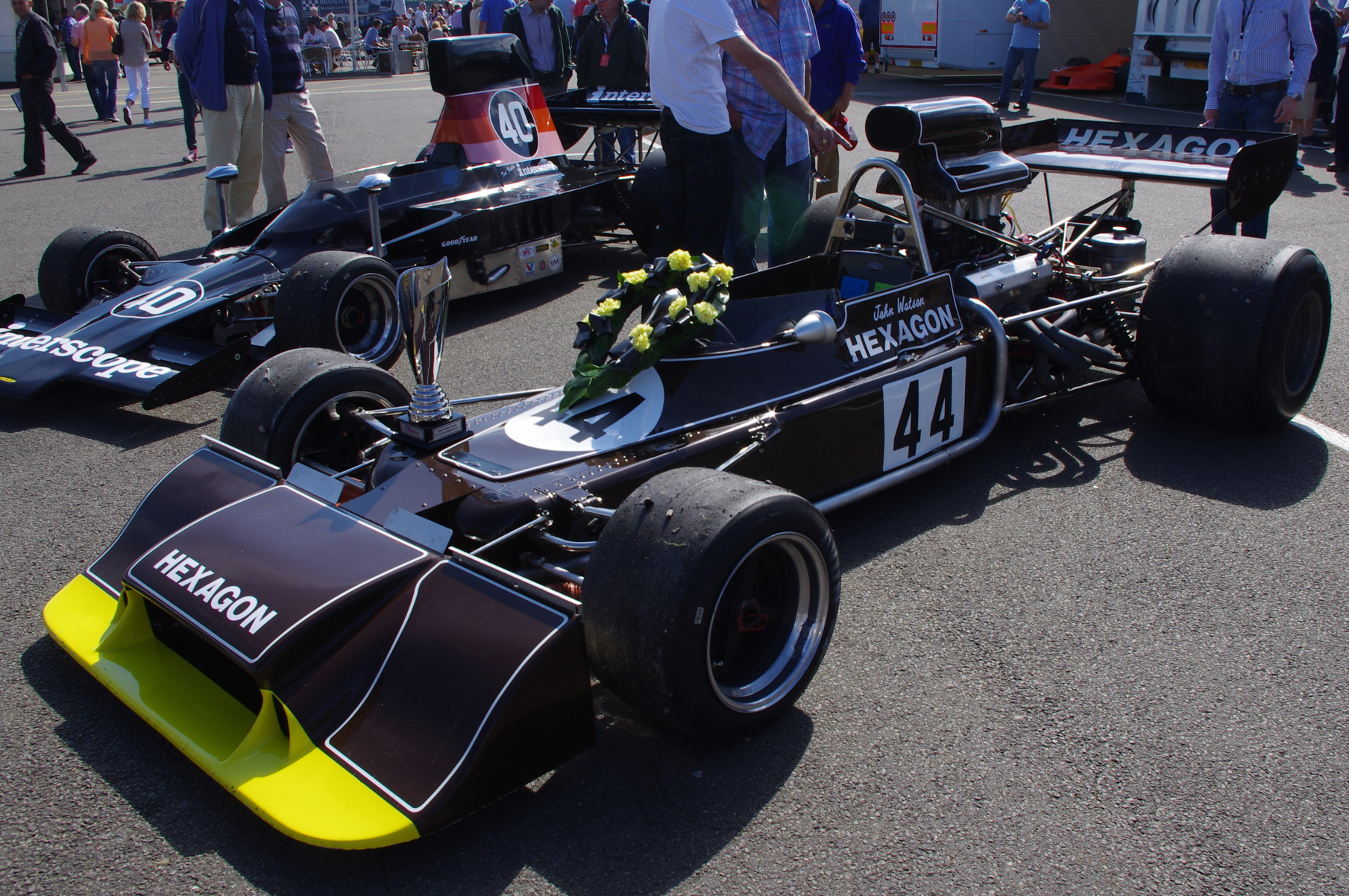
Trojan T101 (Fórmula 5000)

En 1966 con el cambio de normativa y el inicio de los motores de 3 litros en la Fórmula 1, McLaren y Mayer deciden crear su propio equipo en el cual se centrará la marca. A Trojan se le encarga la creación del modelo para la Fórmula 2, el M4 que usará el equipo oficial McLaren en 1967 y 1968 con poco éxito por lo cual se abandona la F2. Sin embargo en 1969 los Trojan-McLaren entran en la nueva Fórmula 5000, en la cual Trojan gestionará tanto la fabricación como el equipo de carreras. La unión McLaren-Trojan es muy fructífera sobre todo con el modelo M10B, con el que Peter Gethin gana en 1969 y 1970 el campeonato británico de F-5000, John Cannon en 1970 y David Hobbs en 1971 ganan el certamen americano y Graham McRae gana el campeonato Tasman-5000 en 1971. Los siguientes modelos M18 y M22 no consiguen los éxitos de su antecesor y McLaren deja el campeonato, sin embargo Trojan decide continuar sola. Para ello Agg contrata al diseñador de Braham, Ron Tauranac, que construye el Trojan T101 basado en el McLaren M21 de la Fórmula 2 diseñado por Ralph Bellamy. Jody Scheckter gana con este modelo el campeonato americano con 3 victorias y en el británico Ken Holland (2), Brett Lunger (2) y Bob Evans (1) consiguen 5 victorias para la marca. Para 1974 se construye el Trojan T102 que no puede superar a los nuevos Lola, Chevron, Surtees o March, y por lo general consigue actuaciones muy discretas siendo los 5.º de Vern Schuppan en Brands Hatch y Damien Magee en Mondello Park sus mejores resultados.

### Fórmula 1

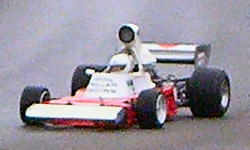
Otra imagen del T103

En 1974 se decidió probar en la máxima categoría, en realidad el proyecto T102 de F-5000 debía servir de base para el más ambicioso T103, ambos modelos eran muy similares aunque el T103 estaba adaptado al motor Cosworth de 3.0 litros. Ron Tauranac se comprometió con el equipo dándole su propio nombre, Trojan-Tauranac, sin embargo Peter Agg decidió dar un presupuesto limitado al proyecto F1 por lo que el Trojan T103 fue en realidad un típico BKC (British Kit Car) de bajo coste, con motor Cosworth, neumáticos Firestone y caja Hewland FG300. Tenía una suspensión de triángulos convencional y los radiadores encastrados en el alerón delantero sin especiales innovaciones técnicas. Se contrató al experimentado piloto australiano Tim Schenken, que había corrido desde 1970 para Williams-De Tomaso, Brabham y Surtees, siendo su mejor resultado un podio en el Gran Premio de Austria de 1971 para Brabham.
Como era habitual en los equipos modestos, Trojan empezó el campeonato en la 4.ª carrera (primera en Europa), en el Gran Premio de España. Schenken consiguió entrar en la última posición (25.º) de la parrilla por una escasa 7 décimas por debajo del Lola de Guy Edwards. Schenken hizo una primera parte de carrera excelente llegando a estar en 3.ª posición el la vuelta 25, sin embargo en esa misma vuelta un trompo le relegó al puesto 17.º, al final consiguió traspasar la meta el 14.º a 8 vueltas de Lauda. El debut había sido prometedor.
En el Gran Premio de Bélgica, fue el 23 de los 31 coches calificados, y de nuevo Schenken realizó un remontada hasta el 10.º puesto, que al final sería la mejor posición conseguida por Trojan.
Se consiguió de nuevo la clasificación en Mónaco, (23.º) pero Schenken se vio involucrado en un accidente masivo en la primera vuelta que dejó fuera a otros 5 pilotos, Beltoise (BRM), Redman (Shadow), Pace (Surtees), Hulme (McLaren) y Merzario (Iso-Marlboro). El accidente destrozó el Trojan y no pudo estar preparado para la siguiente carrera en Suecia.
Volvió en el circuito de Zandvoort (Gran Premio de los Países Bajos), pero se quedó a 3 décimas de la calificación. Se estaba preparando unas modificaciones para la siguiente carrera (Francia), sin embargo no se pudo participar ya que no estuvieron listas hasta la carrera de Brands Hatch (Gran Bretaña). Schenken de nuevo fue 25.º y último de la parrilla, 3 décimas más rápido que el Token de Purley, aunque en carrera solo llegó hasta la 6 vuelta en la cual rompió la suspensión. También en el duro Nürburgring el Trojan quedó fuera de la parrilla a más de 28 segundos de la pole.
El Gran Premio de Austria fue la mejor carrera de Trojan, Schenken colocó el coche en la 19.º posición, por delante de grandes pilotos como Ickx (Lotus) o Graham Hill (Lola). También la carrera fue buena, hasta la vuelta 30 consiguió Schenken remotar 6 puestos hasta la 10.ª plaza, pero problemas con los neumático le hicieron caer hasta la 18.ª, de nuevo fue escalando posiciones terminando 10.º a 4 vueltas del Brabham del vencedor Reutemann. El buen resultado de Austria no se pudo repetir en Monza, 20.º en la parrilla solo se pudieron completar 15 vueltas antes de la rotura de la caja de cambios cuando había remontado hasta la 12.ª plaza. Al renunciar a las carreras americanas, el Gran Premio de Italia fue la última carrera de Trojan en la Fórmula 1. Peter Agg viendo que no se alcanzaba la competitividad decidió abandonar el proyecto y centrarse en la fabricación de los deportivos Elva.

## Resultados

### Fórmula 1
(Clave) (negrita indica pole position) (cursiva indica vuelta rápida)

| Año         | Chasis | Motor   | Neu. | Pilotos      | 1   | 2   | 3   | 4   | 5   | 6   | 7   | 8   | 9   | 10  | 11  | 12  | 13  | 14  | 15  | Puntos | Pos. |
| ----------- | ------ | ------- | ---- | ------------ | --- | --- | --- | --- | --- | --- | --- | --- | --- | --- | --- | --- | --- | --- | --- | ------ | ---- |
| 1974        | T103   | Ford V8 | F    |              | ARG | BRA | RSA | ESP | BEL | MON | SWE | NED | FRA | GBR | GER | AUT | ITA | CAN | USA | 0      | NC   |
| 1974        | T103   | Ford V8 | F    | Tim Schenken |     |     |     | 14  | 10  | Ret |     | DNQ |     | Ret | DNQ | 10  | Ret |     |     | 0      | NC   |
| Referencia: |        |         |      |              |     |     |     |     |     |     |     |     |     |     |     |     |     |     |     |        |      |